# Chiserley
Chiserley är en by i Calderdale i West Yorkshire i England. Byn är belägen 30 km 
från Leeds. Orten har 665 invånare (2016).